# Les Monges
Les Monges sont un sommet culminant à 2 115 mètres d'altitude, point culminant des Préalpes de Digne, au centre du département français des Alpes-de-Haute-Provence.

## Toponymie
Le nom Monges signifie « moines » : il a été donné car les moines de l'abbaye Saint-Victor de Marseille possédaient de nombreuses terres, églises et prieurés aux alentours[réf. souhaitée].

## Géographie

### Situation, topographie
Le chaînon des Monges, avec la crête du Clot des Martres qui relie le sommet des Monges à la montagne de Jouère, est visible dès l'entrée dans le département des Alpes-de-Haute-Provence par les voies du sud venant d'Aix-en-Provence et semble dominer la vallée de la Durance.
Son sommet se trouve sur la commune d'Authon.

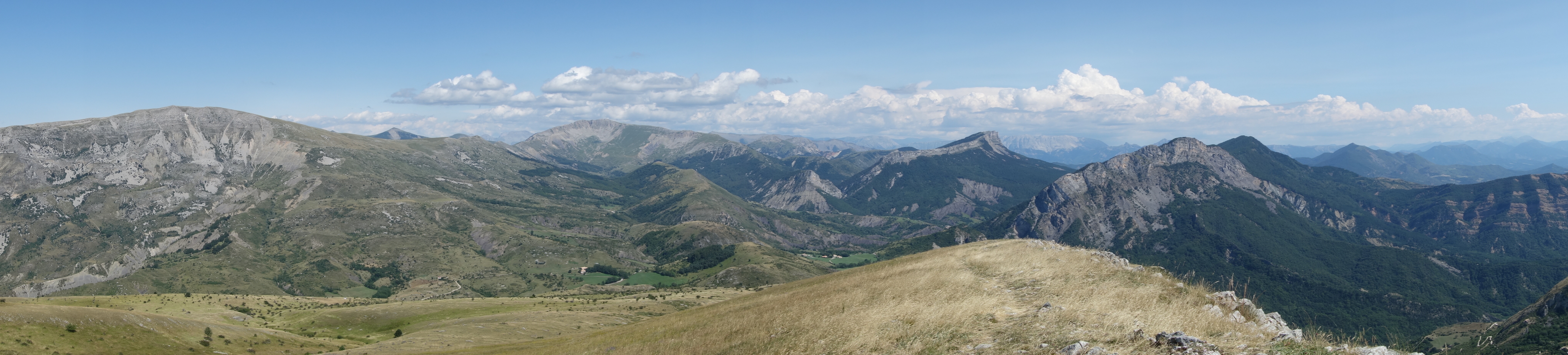
Vue du sommet des Monges (au centre, légèrement sur la gauche) et son chaînon.

### Géologie
Lors des deux dernières grandes glaciations, la glaciation de Riss et la glaciation de Würm, un glacier occupe le versant nord du sommet. Ses eaux de fonte coulaient vers le lac d'Esparron, ou lac des Monges.

## Protection environnementale
Le chaînon des Monges est une zone de présence permanente (ZPP) pour le loup.